# Antique
Antique är en svensk-grekisk popduo bestående av Helena Paparizou och Nikos Panagiotidis. De var verksamma 1999–2003 och har under 2020-talet återförenats.

## Karriär
Duon var verksam åren 1999–2003 och kombinerade grekisk populärmusik med beats från nordisk danspop och disco i högt tempo. De slog igenom i Sverige med singeln "Opa Opa" 1999, en cover på en sång av Notis Sfakianakis. Antique var den första gruppen att placera sig bland de fem bästa på försäljningslistan i Sverige med en sång sjungen på grekiska. De var även först att med en sång på grekiska nomineras till en Grammis i kategorin "Modern dans".
Duon representerade Grekland i Eurovision Song Contest 2001 med melodin "(I Would) Die for You", som slutade på en tredje plats.
I juli 2006 läckte en tidigare okänd inspelning av Antique, V-Power, ut på Internet i två versioner, engelska och grekiska. Den handlar om en produkt av Royal Dutch Shell, kallad V-Power.
2019 återförenades gruppen för en spelning i Göteborg. 2022 samlades de mer permanent, i samband med en större turné.

## Diskografi

### Album
- 1999 - Mera Me Ti Mera (även kallad Opa Opa)
- 2001 - Die For You
- 2002 - Me Logia Ellinika
- 2003 - Alli Mia Fora
- 2003 - Blue Love
- 2004 - Very Best Of

### EP
- 2000 - Antique EP

### Singlar
| År   | Titel                   | Album           |
| ---- | ----------------------- | --------------- |
| 1999 | Opa Opa                 | Mera Me Ti Mera |
| 1999 | Dinata Dinata           | Mera Me Ti Mera |
| 2000 | Mera Me Ti Mera         | Mera Me Ti Mera |
| 2001 | Die For You             | Die For You     |
| 2001 | Ligo Ligo               | Die For You     |
| 2001 | Why                     | —               |
| 2002 | Moro Mou                | Alli Mia Fora   |
| 2002 | Alli Mia Fora           | —               |
| 2003 | Follow Me (O Ti Thelis) | Die For You     |
| 2003 | Me Logia Ellinika       | —               |
| 2003 | Kainourgia Agapi        | —               |
| 2003 | Time to Say Goodbye     | Blue Love       |
| 2003 | List of Lovers          | Blue Love       |